# 4901 О Брієн
(4901) 1988 VJ (1988 VJ, 1950 QS, 1974 SF2, 1977 KV1, 1981 UW13) — астероїд головного поясу.
Тіссеранів параметр щодо Юпітера — 3,582.